# 스톨
스톨(stall) 혹은 실속(失速)은 지나치게 높은 받음각에 의하여 발생하는 유동의 박리현상으로 인하여 양력이 감소하고 항력이 증가하는 상태를 말하며, 이때 조종면이 제대로 작동하지 않아 제어가 힘들어지고 양력을 잃어 추락하게 된다.  고정익 항공기는 착륙을 위한 접근 속도(approach speed or Vref)가 낮아야 하기 때문에, 실속을 방지하기 위해서 고양력 장치인 플랩(flap)을 사용한다.

## 같이 보기
- 항공 안전
- 중화항공 140편 추락 사고
- 중화항공 676편 추락 사고
- 예티 항공 691편 추락 사고
- 에어프랑스 447편 추락 사고
- 콜간 항공 3407편 추락 사고
- 터키항공 1951편 추락 사고
- 인도네시아 에어아시아 8501편 추락 사고
- 웨스트 캐리비안 항공 708편 추락 사고